# Nikon FE
Nikon FE är en analog 35 mm spegelreflexkamera (SLR) som tillverkades av det japanska optikföretaget Nippon Kogaku K. K. (Nikon sedan 1988) i Japan mellan 1978 och 1983. Kameran var cirka 89,5 mm hög, 142 mm bred, 57,5 mm djup och vägde drygt 590 g med lins. Den fanns i två färger: svart med krom eller helsvart.
FE var uppföljaren till Nikon EL2 från 1977 och en av medlemmarna i Nikons klassiska F-serie. Kamerahuset är tillverkat av en kompakt men hård aluminiumlegering som utvecklats från Nippon Kogakus Nikon FM från 1977, med mindre förändringar i utseende och kontroller. FM/FE-kamerahuset visade sig vara väldigt långlivat. Nippon Kogaku/Nikon använde det, med vissa förbättringar, som grund för den kompakta F-serien mellan 1977 och 2006. Andra medlemmar i den kompakta F-serien är Nikon FM2 (från 1982), FE2 (1983), FA (1983) och Nikon FM3A (2001, endast i begränsad upplaga).